# 塔拉帕卡
塔拉帕卡（西班牙语：Tarapacá，全称为San Lorenzo de Tarapacá）, 是智利一同名大区的小镇。

## 历史
该镇可能自12世纪起便有人居住，当时它还是印加古道的一部分。 当西班牙探险家迭戈·德·阿尔马格罗于1536年到达该定居点时，这里就已有当地人居住。 在被西班牙人征服后，该镇成为了秘鲁总督辖区的一部分，然后成为了秘鲁的一部分。 塔拉帕卡将自己视为太平洋战争期间塔拉帕卡战役的主角。 尽管秘鲁取得了胜利，但位于该地区的部队却朝塔克纳方向转移到了附近的阿里卡，使得智利军队占领了该地区，造成了不利的局面，随后根据《安孔条约》将其交给了智利。   战争对人口产生了负面影响，以前居住在该镇的秘鲁难民被秘鲁政府送到了洛雷托地区，目的在于增加那里的人口。 他们定居的地区被称为塔拉帕拉和阿里卡港，位于亚马逊北部。 然而，在所罗门-洛萨诺条约之后，该地区被割让给哥伦比亚，原住民向南迁移到纳波河旁边的梅纳斯，建立了又一个阿里卡港和塔拉帕卡。
该地区盛产硝石，对硝石工业做出了贡献且具有极其重要的意义，以至于在20世纪20年代左右，随着外国人的到来，该省成为了一个不断接受外国移民的地方，移民主要来自秘鲁、玻利维亚、英国、德国、西班牙、以及来自南斯拉夫的克罗地亚人。此举增加了该地区的人口，从 1885 年的大约5.4万名居民增加到1920年的11.5万多名。 随着人口的增加，贸易也随之增加。 货物从智利中部地区和周边国家，以及欧洲、北美和亚洲进口。 
由于其重要的历史意义、建筑特色和考古遗产，该镇于1973年被智利政府宣布为典型区（Zona Típica）

## 名人
- 拉蒙·卡斯蒂利亚，秘鲁总统[2]
- 安东尼奥·古铁雷斯·德拉富恩特（英语：Antonio Gutiérrez de la Fuente） ，秘鲁军事领导人兼临时总统[7]
- 包蒂斯塔·范舒文（英语：Bautista van Schouwen），智利马克思主义者，革命左翼运动创始人[8]

## 另请参阅
- 塔拉帕卡战役（英语：Battle of Tarapacá）
- 硝石战争
- 塔拉帕卡省（1878–1883，秘鲁）（英语：Tarapacá Department (Peru)）
- 塔拉帕卡省（1837–1883，秘鲁）（英语：Tarapacá Province (Peru)）